# Osmoxylon micranthum
Osmoxylon micranthum là một loài thực vật có hoa trong Họ Cuồng cuồng. Loài này được (Harms) Philipson mô tả khoa học đầu tiên năm 1976.